# Municipio de Prosper (Minnesota)
El municipio de Prosper (en inglés: Prosper Township) es un municipio ubicado en el condado de Lake of the Woods en el estado estadounidense de Minnesota. En el año 2010 tenía una población de 164 habitantes y una densidad poblacional de 5,05 personas por km².

## Geografía
El municipio de Prosper se encuentra ubicado en las coordenadas 48°54′30″N 94°56′5″O / 48.90833, -94.93472. Según la Oficina del Censo de los Estados Unidos, el municipio tiene una superficie total de 32.49 km², de la cual 32,49 km² corresponden a tierra firme y (0,02 %) 0,01 km² es agua.

## Demografía
Según el censo de 2010, había 164 personas residiendo en el municipio de Prosper. La densidad de población era de 5,05 hab./km². De los 164 habitantes, el municipio de Prosper estaba compuesto por el 97,56 % blancos, el 0,61 % eran asiáticos, el 0,61 % eran de otras razas y el 1,22 % eran de una mezcla de razas. Del total de la población el 1,22 % eran hispanos o latinos de cualquier raza.